# Fininvest
Fininvest är ett italienskt mediekonglomerat som ägdes helt eller delvis av Silvio Berlusconi. I själva verket är Fininvest att se som ett holdingbolag genom vilket familjen Berlusconis tillgångar kontrolleras. Det viktigaste medieföretaget är det på Milanobörsen noterade MFE - MediaForEurope dit de tre rikstäckande TV-kanalerna Rete 4, Canale 5 och Italia 1 förts. I Fininvest ingår också börsnoterade bok- och tidskriftskoncernen Mondadori, långfilmsproducenten Medusa och fotbollslaget AC Milan. Tillsammans med koncernen Doris kontrolleras också börsnoterade försäkringsbolaget Mediolanum som 1997 skapade Banca Mediolanum.